# Barrow AFC
A Barrow Association Football Club egy angol labdarúgócsapat, melyet 1901-ben alapítottak, és székhelye Barrow-in-Furnessben, Cumbria megyében található. A klub az EFL League Two-ban, az angol negyedosztályban szerepel. 1909 óta hazai mérkőzéseit a Holker Street stadionban játssza, mely a városközpont közelében, a barrowi vasútállomástól körülbelül 1 km-re található.
Eleinte a Lancashire Combination nevű területi bajnokságban szerepelt, majd 1921-ben a Football League tagja lett, és 1967-ig a liga legalsó osztályában szerepelt, majd a negyedosztályban elért harmadik helyezésével feljutott a harmadosztályba. A csapat a legjobb helyezését a ligában az 1967/68-as szezonban érte el, amikor a harmadosztály nyolcadik helyén végzett. Teljesítménye azonban hamar visszaesett, és az 1971/72-es idény végén kiszavazták a Football League-ből. A Barrow eztuán 48 egymást követő szezont töltött a ligán kívüli bajnokságok két legmagasabb osztályában, azaz az ötöd- és hatodosztályban. A csapat 1990-ben és 2010-ben megnyerte a legrangosabb ligán kívüli kupasorozatot, az FA Trophyt. 2020-ban az ötödosztály bajnokaként visszajutott a Football League-be.
A klub hivatalos színei a kék és a fehér, melyek kombinációja és egymáshoz képesti aránya az évek során gyakran változott. A csapat legmagasabb hazai nézőszáma 16 874 fő volt, egy Swansea Town elleni 1954-es mérkőzésen, az FA Kupa harmadik fordulójában.

## Klubtörténet

### Korai évek
A Barrowt 1901. július 16-án alapították, és eleinte a Strawberry Groundon játszott, mielőtt az Ainslie Streetre, majd a Little Parkba költözött volna. 1903-ban felvételt nyert a Lancashire Combination másodosztályába, majd 1908-ban feljutott a területi bajnokság élvonalába. A klub a következő évben költözött a Holker Street stadionba, melyet jelenleg is használ. Az 1920/21-es szezonban megnyerte a Lancashire Combination első osztályát, a következő idényben pedig alapító tagja lett a Football League Third Division North-nak, a Football League harmadosztályának északi csoportjának.

### A Football League-ben töltött évek
A Barrow a Football League-ben töltött első évei alatt gyengén szerepelt. A második világháború előtt a legjobb eredménye egy ötödik helyezés volt, melyet az 1931/32-es szezonban ért el. A háború után a csapat továbbra is a liga legalacsonyabb osztályában szerepelt, majd az 1958/59-es évadban alapító tagja lett a Football League Division Fournak, vagyis a Football League negyedosztályának. Az 1950-es években az FA Kupában többször is jól szerepelt a Barrow. Az 1953/54-es szezonban a harmadik fordulóig jutott, ahol hazai pályán 2-2-es döntetlent játszott a Swansea Townnal. A mérkőzésre 16 874 néző látogatott ki, ami mindmáig a Barrow legmagasabb hazai nézőszáma. Néhány évvel később, az 1958/59-es kiírásban ismét a harmadik fordulóig jutott a klub, ahol hazai pályán 4-2-es vereséget szenvedett az aktuális angol bajnoktól, a Wolverhampton Wandererstől.
Az 1966/67-es szezonban a Barrow Don McEvoy irányítása alatt a harmadik helyen végzett, és feljutott a harmadosztályba. A következő idényben már Colin Appleton volt a menedzser, aki a nyolcadik helyen zárta a szezont a klubbal, ami mindeddig a csapat legjobb eredménye a Football League-ben. Az 1968/69-es szezonban a Barrow egy napig a harmadosztály tabellájának élén állt, ami jelenleg is klubrekordnak számít a bajnoki helyezéseket tekintve. A csapat három évig maradt a harmadosztályban, mielőtt 1970-ben kiesett volna a negyedosztályba. A pénzügyi nehézségek és a gyenge szereplés miatt 1971-ben és 1972-ben is szavazással döntöttek arról, hogy a klub maradhat-e a Football League-ben. A második alkalommal a csapatot kiszavazták a ligából, és a Hereford United került a helyére. Az első szavazáson mindkét klub 26-26 szavazatot kapott, a másodikat azonban a Hereford nyerte 29-20 arányban. Az indoklásnál három fő tényezőt emeltek ki: a Barrow földrajzi elszigeteltségét a többi csapathoz képest, a Hereford United FA Kupa-győzelmét a Newcastle United ellen, illetve azt a tényt, hogy a Barrow vezetősége salakmotorpályát építtetett a pálya köré a Holker Streeten, hogy az abból származó bevételekkel próbáljon javítani a klub anyagi helyzetén. A csapat az 1972/73-as szezont a Northern Premier League-ben kezdte meg, miután 51 évet töltött a Football League-ben.

### Visszatérés a Football League-en kívüli bajnokságokba

A Barrow bajnoki helyezései 1922 óta

Annak érdekében, hogy felvételt nyerjen a Northern Premier League-be, a Barrownak meg kellett ígérnie, hogy lebontja a salakmotorpályát a Holker Streeten. Erre végül csak 1974-ben került sor. A csapat a korlátozott anyagi lehetőségei miatt gyengén szerepelt a bajnokságban. 1979-ben meghívták, hogy csatlakozzon az új Alliance Premier League-hez, a ligán kívüli bajnokságok legfelső osztályához. 1981-ben megnyerte a Lancashire FA Challenge Trophyt (ez volt a klub első sikere ligán kívüli csapatként, a Lancashire Combination 1921-es megnyerése óta), két évvel később azonban kiesett a Alliance Premier League-ből. Egy évvel később Vic Halom menedzser vezetése alatt a Barrow a Northern Premier League bajnokaként egyből visszajutott, de 1986-ban ismét kiesett. Közvetlenül a kiesés előtt a vezetőség Ray Wilkie-t nevezte ki vezetőedzővé, aki a ligán kívüli bajnokságokban elért sikereivel a csapat legendás alakjává vált.
A Barrow többször is közel állt a feljutáshoz, majd az 1988/89-es idényben bajnokként végzett a Northern Premier League-ben, így feljutott az immár Vauxhall Conference néven futó ötödosztályba. A pályára lépések és a gólok száma szempontjából is csúcstartónak számító Colin Cowperthwaite-tel felálló csapat a feljutást követő első két szezonjában a 10., majd a 14. helyet szerezte meg. A bajnokságban elért sikerek mellett Wilkie a kupákban figyelemre méltó eredményeket produkált a klubbal. 1988-ban a Barrow eljutott az FA Trophy kétmérkőzéses elődöntőjéig, ahol az Enfielddel szemben kiesett. Az első mérkőzést a Holker Streeten rendezték, 6002 néző előtt, ami klubrekord a Barrow ligán kívüli szereplését tekintve. A következő évben az FA Kupa első köréig jutott a csapat, ahol 3-1-re kikapott a Rotherham United ellen.
1990-ben megnyerte az FA Trophyt, miután a Wembleyben rendezett döntőn legyőzte a Leek Townt. Ez volt a két gólt szerző Kenny Gordon utolsó mérkőzése szülővárosa csapatának színeiben, mielőtt Ausztráliába emigrált volna. A kupagyőztes csapat másik említésre méltó játékosa Kenny Lowe volt, aki a döntő után akkoriban klubrekordnak számító 40 000 fontért a Barnethez igazolt. A következő szezonban a Barrow a ligán kívül töltött időszaka során először eljutott az FA Kupa harmadik fordulójáig, ahol idegenben 1-0-ra kikapott a harmadosztályban jól teljesítő Bolton Wandererstől.
Wilkie-nek egészségügyi problémái miatt le kellett mondania a vezetőedzői posztról az 1991/92-es szezon során. A Barrow visszaesett a Northern Premier League-be, Cowperthwaite pedig 704 mérkőzés és 282 gól után bejelentette a visszavonulását. Wilkie 1992 decemberében, 56 évesen elhunyt, és a Holker Street stadion melletti utat a tiszteletére Wilkie Roadra keresztelték.

### A válságos 1990-es évek
Wilkie távozását és a kiesést követően a csapat három középszerű szezont futott a Northern Premier League-ben. 1995 februárjában a klubot felvásárolta egy bokszpromóciós céget vezető üzletember, Stephen Vaughan. Vaughan komoly összegeket fektetett a klubba, felépített egy csak ülőhelyeket tartalmazó lelátót, illetve ötödosztályú szintű játékosokat igazolt. A Barrow az 1997/98-as szezonban Owen Brown irányítása alatt feljutott az ötödosztályba.
Vaughant – aki kapcsolatban állt egy hírhedt liverpooli drogkereskedővel, Curtis Warrennel – pénzmosás gyanújával vizsgálták a hatóságok, de vádat nem emeltek ellene. 1998-ban Vaughan elhagyta a klubot, amivel megszűnt az addigi működést biztosító anyagi támogatás. Kiderült, hogy a Holker Street stadiont (a Barrow legfőbb értékét) 410 000 fontért megvásárolta a Northern Improvements, egy olyan vállalat, melyhez Vaughant anyagi érdekek fűzték. 1999 januárjában kötelező felszámolási eljárás indult a klub ellen, és egy felszámolóbiztost bíztak meg annak vezetésével, a stadion körüli tulajdonlási viták megoldódásáig. A klub tagjai egy vállalatot alapítottak, hogy azon keresztül biztosítsák a csapat anyagi támogatását.
Bár a Barrownak 1999 nyarán sikerült elkerülnie a kiesést, a vezetésbeli szabálytalanságok miatt kizárták az ötödosztályból. Az Angol labdarúgó-szövetség segítségével a csapatot hosszas vita után, a bajnokság megkezdése után egy hónappal felvették a Northern Premier League-be. Bár a viszontagságos időszak alatt a játékoskeret szinte teljesen lecserélődött, Kenny Lowe vezetőedzőnek sikerült benntartania a Barrowt. A teljesítmény javult a következő néhány évben, de a klub továbbra is csődgondnokság alatt állt. A 2003/04-es szezonban a második, a 2004/05-ös szezonban pedig a harmadik helyen végzett a csapat, éppen csak lemaradva az ötödosztályba való feljutásról. A Holker Street körüli tulajdonosi viták 2002 augusztusára oldódtak meg, és a tagok által alapított vállalat megvásárolta azt a felszámolótól.
A 2004/05-ös szezonban a Barrow ismét alapító tagja lett egy bajnokságnak, a National League North-nak (hatodosztály, északi csoport), mely a Northern Premier League helyett jött létre.

### Visszatérés az ötödosztályba
A következő két szezonban mutatott gyenge teljesítmény miatt az akkori menedzsert, Lee Turnbullt menesztették, és Phil Wilson került a helyére. 2006. november 11-én a csapat hátvédje, James Cotterill egy FA Kupa-mérkőzésen szándékosan megütötte a Bristol Rovers támadóját, Sean Rigget, akinek két helyen eltört az állkapcsa. Az esetért Cotterillt később letöltendő börtönbüntetésre ítélték.
2007. november 17-én Wilsont is menesztették. Bár két nappal korábban a csapat bravúros 1-1-es döntetlent ért el a Bournemouth ellen az FA Kupában, a bajnokságban gyengén szerepelt. A vezetést három játékosra, Paul Jonesra, David Baylissre és Darren Sheridanre bízták. Egy sor jó eredmény után Baylisst és Sheridant kinevezték játékos-menedzserré, Jones peding csapatkapitány lett. Az új edzőpáros a decemberi 20. helyről a szezon végére az 5. helyig vezette a csapatot, ezzel kiharcolva a részvételt a feljutásért vívott rájátszásban. Az elődöntőben a Barrow összesítésben 4-0-ra legyőzte a Telford Unitedet, és a döntőt is megnyerte a Staybridge Celtic ellen, így feljutott az ötödosztályba.
A következő szezon első néhány hetében vezette az ötödosztály tabelláját, de visszaesett a teljesítménye, és 2009 januárjára a kiesőzóna közelébe került. Az FA Kupa második fordulójában 2-1-re legyőzte a Brentfordot, ami 1972 óta a csapat első győzelme volt egy Football Leauge-ben szereplő klub ellen. A következő körben az akkor a Premier League-ben szereplő Middlesbrough ejtette ki, 2-1-es végeredménnyel. 7000 Barrow-szurkoló látogatott ki a Riverside Stadionba, ami az addigi legnagyobb vendégszurkoló-létszám volt a stadion történetében. A sikeres kupaszereplés 250 000 fontos bevételt jelentett a klubnak, amit főleg a játékoskeret fejlesztésére költött. A huszadik helyen végezve végül bennmaradt az ötödosztályban.
A megerősített kerettel felálló Barrow gyengén kezdte a szezont, de később jó sorozatot produkált, és 16 mérkőzés alatt mindössze egyszer kapott ki, és az FA Kupa harmadik köréig is eljutott. A 2010. január 2-án rendezett kupatalálkozón a csapat az élvonalbeli Sunderland ellen lépett pályára, és idegenben 3-0 arányú vereséget szenvedett. A meccsre 7500 vendégszurkoló látogatott el. Az FA Trophy elődöntőjében a Barrow kettős győzelmet aratott a Salisbury City felett, a Wembleyben rendezett döntőn pedig legyőzte a Stevenage-et, amivel máig az egyetlen csapat, mely a régi és az új Wembleyben is megnyerte az FA Trophyt. A szezon utolsó napján az ötödosztályban való bennmaradását is sikerült bebiztosítania.
A 2010/11-es szezon kevésbé sikeres szereplést hozott. A csapat az idény utolsó meccsén 2-0-ra legyőzte a Hayes & Yeadinget, amivel a 18. helyen végzett, és kivívta a bennmaradást. Az FA Trophy-címét nem sikerült megőriznie, mivel egy 3-2-es vereséggel kiesett az egy osztállyal alacsonyabban szereplő Guiseley ellen. A következő évad már némileg sikeresebb volt, a csapat a 13. helyen zárt. 2012 februárjában Darren Sheridan közös megegyezéssel távozott a játékos-menedzseri posztról, és Dave Bayliss maradt az egyedüli vezetőedző.
A következő szezonban a klub kiesett az ötödosztályból, miután 2013. április 13-án 2-1-re kikapott a Cambridge Unitedtől. November 5-én Bayliss közös megegyezéssel távozott, és helyét december 10-én Darren Edmondson vette át, mint megbízott menedzser. A Barrow nem tudott azonnal visszajutni az ötödosztályba, a Conference North 11. helyén végzett.

### Felvásárlás

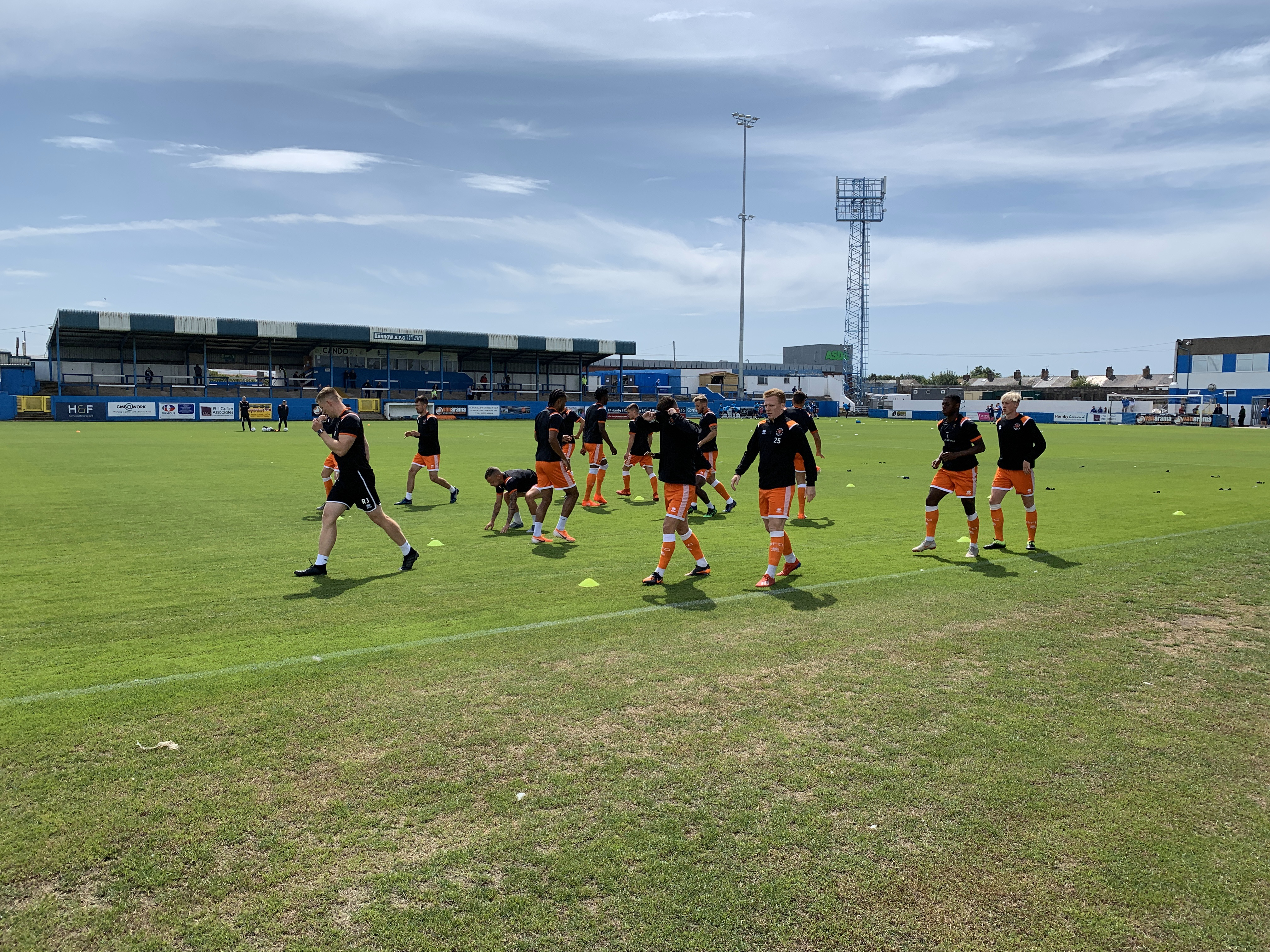
Blackpool-játékosok melegítenek a Holker Streeten egy Barrow elleni barátságos meccs előtt, 2019 nyarán.

2014. május 1-jén a Barrow bejelentette, hogy a tagok szavazással úgy döntöttek, hogy a dallasi üzletember, Paul Casson felvásárolhatja a klubot. Casson célja az ötödosztályba való azonnali feljutás volt, amit sikerült is elérni, hiszen a 2014/15-ös szezonban a csapat bajnok lett a Conference North-ban, miután az utolsó fordulóban 3-2-re legyőzte a Lowestoftot.
2015 novemberében a vezetőség menesztette Edmondsont, miután egy gyenge széria után a Barrow a tabella középső régiójába került, és az FA Kupából is kiesett az AFC Fylde ellen. Paul Cox lett az új menedzser, aki korábban a Mansfield Townnál és a Torquay Unitednél is dolgozott.
2017. szeptember 20-án a pályaedző, Micky Moore lett a Barrow új vezetőedzője. Kevesebb mint egy hónappal később távoznia kellett, amikor a csapat kikapott a Shaw Lane-től az FA Kupa negyedik selejtezőkörében. A korábban a Forest Green Roverst irányító Ady Pennock ült a helyére, aki a 20. helyet érte el a csapattal, ezzel éppen elkerülve a kiesést.
2018. június 15-én a Blackpool és a Chesterfield egykori hátvédje, Ian Evatt vette át a csapat irányítását. Október 24-én Casson bejelentette, hogy lemond az elnöki posztról és eladja a klubot. Helyét az igazgató, Paul Hornby vette át. Evatt a 2019/20-as szezonban bajnok lett a csapattal, így feljuttatta azt a negyedosztályba. Az idény után Evatt a Bolton Wanderershez távozott, és David Dunn lett a Barrow vezetőedzője.

## Klubszínek és címer
A Barrow jelenlegi hivatalos klubszínei a kék és a fehér. A kezdetekben fekete-fehér csíkos mezben játszott a csapat, de 1912-ben már kék mezben és fehér rövidnadrágban léptek pályára a játékosok. 1939 és 1959 között a kék mezen fehér V alakú minta volt látható. A Barrow szerelésén az évek során hol a kék, hol a fehér volt az uralkodó szín, és időnként csíkok és egyéb minták is megjelentek a mezén. A 2001/02-es szezonban fekete-fehér csíkos mezben játszotta a hazai meccseit a csapat, ezzel ünnepelve a csapat százéves fennállását.
A csapat címerében egy méh és egy nyíl, egy tengeralattjáró, egy vörös rózsa és egy labda található. A méh és a nyíl Barrow-in-Furness település címerében is megtalálható, aminek oka, hogy a méh és a nyíl szavak angol megfelelői ("bee" és "arrow") némi szójáték után kiadják a "Barrow" szót. A tengeralattjáró a település hajóiparát, a vörös rózsa pedig Lancashire-t szimbolizálja.

## Stadion

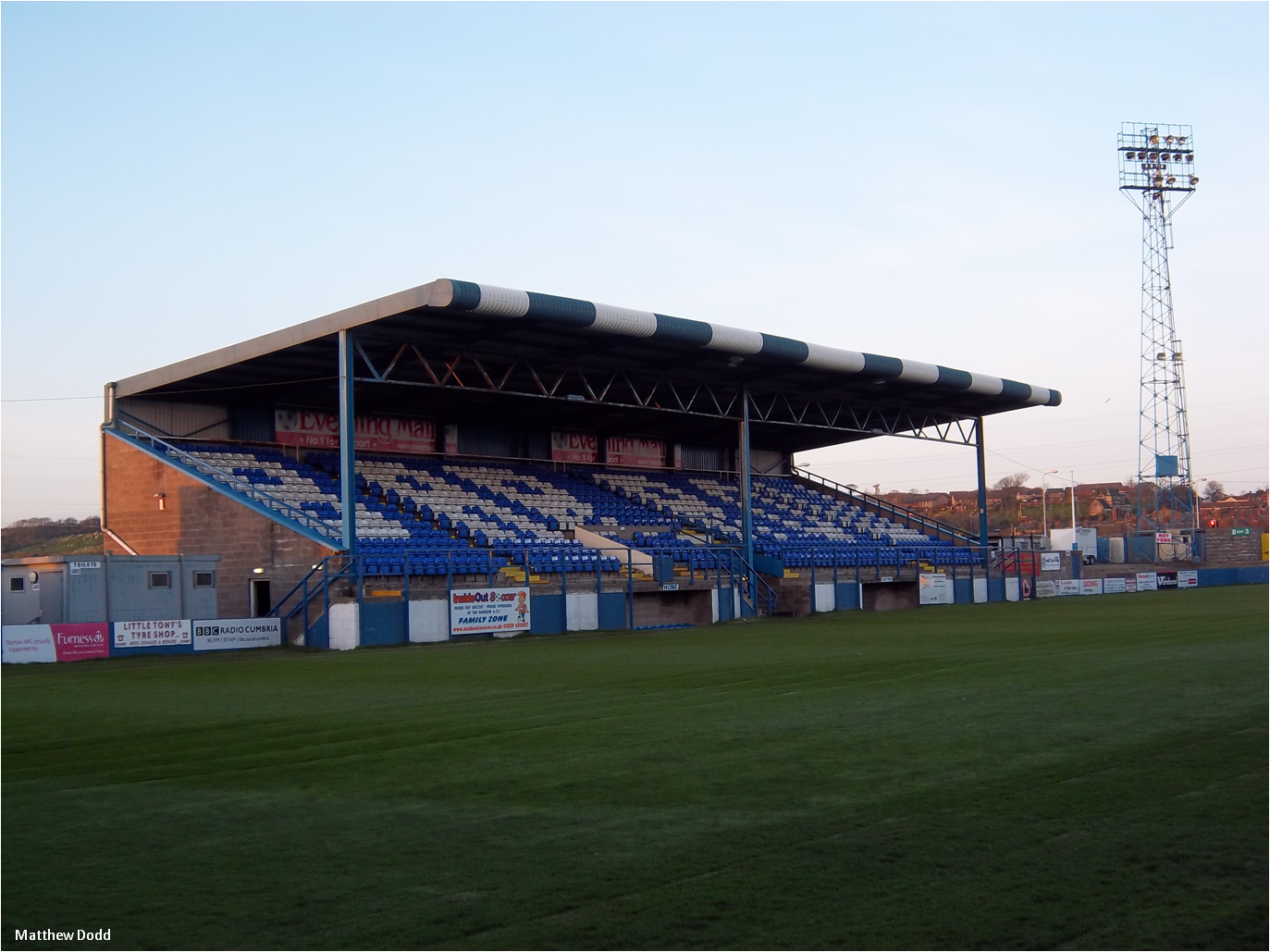
A Holker Street stadion

A Holker Street 1909 óta a Barrow otthona. Korábban a Hindpool pályája is volt, és szeméttelepként is szolgált. A Barrow az első itt játszott hazai mérkőzését 5-2-re megnyerte az Eccles Borough ellen. A stadiont fokozatosan fejlesztették, és a második világháború utánra már négy teljesen fedett lelátóval rendelkezett. Az eddigi legnagyobb nézőszáma 16 784 fő volt, egy Swansea Town elleni 1954-es FA Kupa-meccsen. 1963-ban a pályát reflektorokkal szerelték fel. Az 1970-es években salakmotorversenyeket is rendeztek itt, a versenypálya kialakításához le kellett bontani a korábban egy tűzesetben megsérült Steelworks End lelátót és a többi lelátó első sorait, valamint kissé át kellett helyezni a labdarúgópályát. A salakmotorpálya megszüntetésekor a labdarúgópálya visszakerült az eredeti helyére, új szabadidőközpontot kapott a stadion, ahol többek között fallabdázásra is lehetőség van.
Stephen Vaughan tulajdonlása alatt a Wilkie Road felőli oldalon épült egy körülbelül 1000 férőhelyes, kizárólag ülőhelyeket kínáló lelátó, mely 2017-ben a Brian Arrowsmith-lelátó nevet kapta. A másik jelentős változtatás az volt, hogy a Holker Street felőli lelátókról lekerült a balesetveszélyes tetőszerkezet. A pálya három oldalán találhatók lelátók, és a szurkolók elmondása szerint a stadion "tradicionális", a régi pályákra jellemző érzetet nyújt. A Brian Arrowsmith-lelátó a pálya középvonalánál helyezkedik el. Jelenleg a Brian Arrowsmith-lelátóval szembeni Popular Side az egyetlen tetővel rendelkező lelátó.

## Játékosok

### Jelenlegi keret
2020. november 28. szerint
| #  |     | Poszt | Név                    |
| -- | --- | ----- | ---------------------- |
| 1  | ENG | K     | Joel Dixon             |
| 2  | ENG | V     | Connor Brown           |
| 3  | ENG | V     | Patrick Brough         |
| 4  | ENG | KP    | Jason Taylor           |
| 5  | ENG | V     | Matthew Platt          |
| 6  | ENG | V     | Sam Hird               |
| 7  | ENG | KP    | Callum Gribbin         |
| 8  | ENG | KP    | Mike Jones             |
| 9  | ENG | CS    | Scott Quigley          |
| 10 | ENG | KP    | Lewis Hardcastle (csk) |
| 11 | ENG | KP    | Josh Kay               |
| 12 | ENG | K     | Josh Lillis            |
| 14 | WAL | V     | James Jones            |
| 16 | AUS | KP    | Tom Beadling           |

| #  |     | Poszt | Név                                               |
| -- | --- | ----- | ------------------------------------------------- |
| 17 | ENG | CS    | Morgan Penfold                                    |
| 18 | FRA | V     | Yoan Zouma                                        |
| 19 | ENG | V     | Scott Wilson                                      |
| 20 | ENG | CS    | Dior Angus                                        |
| 21 | ENG | K     | Scott Moloney                                     |
| 22 | ENG | CS    | Jack Hindle                                       |
| 23 | ENG | CS    | Courtney Baker-Richardson                         |
| 24 | RSA | V     | Kgosi Ntlhe                                       |
| 25 | ENG | CS    | Harrison Biggins (kölcsönben a Fleetwood Towntól) |
| 26 | FRA | CS    | Dimitri Sea                                       |
| 27 | ENG | V     | Bradley Barry                                     |
| 28 | ENG | KP    | Chris Taylor                                      |
| 29 | ENG | CS    | Jayden Reid (kölcsönben a Birmingham Citytől)     |
| 33 | ENG | CS    | Luke James                                        |

## Sikerek
- Football League Fourth Division
  - Feljutó (1): 1966/67
- National League:
  - Győztes (1):  2019/20
- FA Trophy:
  - Győztes (2): 1989/90, 2009/10
- Conference North
  - Győztes (1): 2014/15
  - A rájátszás győztese (1): 2007/08
- Lancashire Senior Cup:
  - Győztes (1): 1954/55
- Northern Premier League:
  - Győztes (3): 1983/84, 1988/89, 1997/98
  - Második helyezett (1): 2002/03
- Lancashire Combination, első osztály:
  - Győztes (1): 1920/21
  - Második helyezett (1): 1913/14
- Lancashire Combination, másodosztály:
  - Második helyezett (2): 1904/05, 1910/11
- Northern Premier League Challenge Cup:
  - Második helyezett (1): 1987/88
- Northern Premier League President's Cup:
  - Győztes (2): 2001/02, 2003/04
- Peter Swales Shield:
  - Győztes (1): 1984/85
- Lancashire Junior Cup
  - Győztes (1): 1980/81

## Klubrekordok
- Legjobb bajnoki eredmény (a Football League-ben): 8. hely a harmadosztályban – 1967/68
- Legjobb bajnoki eredmény (a Football League-en kívül): 1. hely a National League-ben – 2019/20
- FA Kupa: harmadik kör, tizenkét alkalommal
- Ligakupa: harmadik kör, két alkalommal

## Külső hivatkozások
- Hivatalos honlap